# Juan de Jesús
Juan Hernández y Delgado, en religió Joan de Jesús (Icod de los Vinos, Tenerife, batejat el 20 de desembre de 1615 - 6 de febrer de 1687, San Cristóbal de La Laguna, Tenerife), va ser un frare franciscà espanyol i místic. Ha estat proclamat servent de Déu, 
Va néixer a Icod, en una casa desapareguda al carrer avui anomenat "del Siervo de Dios" en honor seu. Batejat a la parròquia de San Marcos, va rebre el nom de Juan, com el seu avi matern. Sa mare era rebesàvia del noble Diego de Baute (o Ibaute), que era fill de l'últim rei guanxe de Daute. A l'edat de deu anys va treballar com a aprenent de boter a Garachico. L'amo del negoci va maltractar el nen, i en una ocasió va llançar-lo a una foguera: el nen perdé la visió d'un ull. Aprengué a llegir i es va traslladar a la ciutat de Puerto de la Cruz, on va començar a sentir fenòmens místics, incloent una famosa levitació que les cròniques diuen que va ser vista per molts residents de la ciutat, sorpresos davant el fet.
En 1646, en morir la seva mare, va prendre l'hàbit franciscà i entrà com a germà llec al convent de San Juan Bautista del Puerto de la Cruz, prenent el nom de Juan de Jesús. Hi va fer tota mena de treball, fins que fou traslladat al Convento de San Diego del Monte (avui ermita, a San Cristóbal de La Laguna), a la rodalia de la ciutat de San Cristóbal de La Laguna. Hi guanyà fama de santedat per la seva humilitat, caritat envers pobres i malalts, la seva capacitat d'oració i els fenòmens místics que tenia (visions, etc.). Hi va conèixer Sor María de León Bello y Delgado, a qui va donar molts consells espirituals. El 6 de febrer de 1687, Fra Juan de Jesús moria amb una gran reputació de santedat: tenia 71 anys i portava molt de temps malalt.
Fou sebollit a l'església de San Diego del Monte, on fou venerat. Amb el temps, especialment a partir de 1835, quan el convent fou desamortitzat, el seu record s'anà diluint i se'n perdé la memòria. Actualment se'n tramita la beatificació. A Icod és conegut com el Siervo de Dios.
Recentment, el 2010 va sorgir una associació amb el seu nom amb el propòsit d'aprofundir en l'estudi de les seves virtuts, la seva obra i prodigis. Per la seva banda el 2015 es va celebrar els 400 anys del seu naixement.